# Bathyoncus herdmani
Bathyoncus herdmani is een zakpijpensoort uit de familie van de Styelidae. De wetenschappelijke naam van de soort is voor het eerst geldig gepubliceerd in 1904 door Michaelsen.